# Nogometni klub Domžale
Il Nogometni klub Domžale è una società calcistica slovena con sede nella città di Domžale.
Dalla stagione 2003-2004 milita nella Prva Liga, la massima divisione del campionato sloveno.
Lo Športni Park, che ospita le partite interne, ha una capacità di 3.212 spettatori.

## Storia
Costituito nel 1921, è uno dei più antichi club di Slovenia. Dopo la nascita della Prva Liga slovena nel 1991, il club fu ammesso all'edizione inaugurale ma fu subito retrocesso in Druga Liga. Ritornato in massima serie nel 1998, vi trascorse quattro stagioni prima di retrocedere nuovamente in Seconda Lega nel 2002. Nella stagione 2002-2003, con l'arrivo del nuovo allenatore Slaviša Stojanovič, il club ritornò immediatamente nella massima serie.
Da allora il club si è ulteriormente rinforzato, partecipando ai turni preliminari della Coppa UEFA 2005-2006 e della Coppa UEFA 2006-2007. Il 13 maggio 2007 si aggiudica il primo campionato della sua storia, vincendo ad Aidussina per 4 a 0 col Primorje; titolo bissato anche nella stagione successiva. Il club vince anche due coppe nazionali, nel 2010-2011 e 2016-2017, nonché due supercoppe di Slovenia, nel 2007 e 2011.
Il club prende parte alle qualificazioni per la UEFA Europa League 2017-2018. Qui, partendo dal primo turno, elimina Flora Tallinn e Valur Reykjavik con complessivo finale rispettivamente di 5-2 e 5-3, ed infine, a sorpresa, i tedeschi del Friburgo, ribaltando la sconfitta per 1-0 subita in Germania con un secco 2-0; giunti al playoff, gli sloveni vengono schiacciati dalla supremazia del Marsiglia (nonostante un 1-1 in casa all’andata).
Prende parte anche l’anno seguente alle qualificazioni di UEFA Europa League 2018-2019, dove colleziona solo pareggi: nel primo turno elimina, con un 2-2 in trasferta ed un 1-1 in casa, i bosniaci del Široki Brijeg (regola dei gol in trasferta), mentre nel secondo ottiene uno 0-0 in Russia ed un 1-1 in casa contro l’FC Ufa venendo eliminato per la regola dei gol fuori casa.

## Palmarès

### Competizioni nazionali
- Campionato sloveno: 2

2006-2007, 2007-2008
- Coppa di Slovenia: 2

2010-2011, 2016-2017
- Supercoppa di Slovenia: 2

2007, 2011

### Altri piazzamenti
- Campionato sloveno:

Secondo posto: 2004-2005, 2005-2006, 2010-2011
Terzo posto: 2012-2013, 2014-2015, 2015-2016, 2017-2018, 2018-2019
- Coppa di Slovenia:

Finalista: 2009-2010
Semifinalista: 2007-2008, 2014-2015, 2015-2016, 2020-2021, 2021-2022
- Supercoppa di Slovenia:

Finalista: 2008
- Druga slovenska nogometna liga:

Terzo posto: 1997-1998

## Statistiche e record

### Statistiche nelle competizioni UEFA
Tabella aggiornata alla fine della stagione 2023-2024.
| Competizione                  | Partecipazioni | G  | V  | N  | P  | RF | RS |
| ----------------------------- | -------------- | -- | -- | -- | -- | -- | -- |
| UEFA Champions League         | 2              | 8  | 4  | 0  | 4  | 10 | 12 |
| Coppa UEFA/UEFA Europa League | 9              | 38 | 17 | 10 | 11 | 59 | 48 |
| UEFA Conference League        | 2              | 8  | 3  | 2  | 3  | 10 | 15 |

## Organico

### Rosa 2022-2023
Aggiornata al 30 agosto 2022.
| N. |                                 | Ruolo | Calciatore                 |
| -- | ------------------------------- | ----- | -------------------------- |
| 1  | Slovenia (bandiera)             | P     | Grega Sorčan               |
| 2  | Slovenia (bandiera)             | D     | Andraž Žinič               |
| 3  | Slovenia (bandiera)             | D     | Damjan Vuklišević          |
| 4  | Slovenia (bandiera)             | D     | Gaber Dobrovoljc           |
| 5  | Slovenia (bandiera)             | C     | Janez Pišek                |
| 6  | Slovenia (bandiera)             | D     | Tilen Klemenčič            |
| 8  | Slovenia (bandiera)             | C     | Tamar Svetlin              |
| 9  | Slovenia (bandiera)             | A     | Dario Kolobarić            |
| 10 | Bosnia ed Erzegovina (bandiera) | C     | Senijad Ibričić (capitano) |
| 11 | Croazia (bandiera)              | A     | Tonći Mujan                |
| 12 | Slovenia (bandiera)             | P     | Gašper Tratnik             |
| 14 | Estonia (bandiera)              | C     | Mattias Käit               |
| 15 | Austria (bandiera)              | C     | Denis Adamov               |
| 20 | Slovenia (bandiera)             | D     | Sven Karič                 |

| N. |                                 | Ruolo | Calciatore             |
| -- | ------------------------------- | ----- | ---------------------- |
| 21 | Slovenia (bandiera)             | A     | Matej Podlogar         |
| 23 | Slovenia (bandiera)             | D     | Žiga Dajčman           |
| 24 | Slovenia (bandiera)             | D     | Ivan Makovec           |
| 26 | Croazia (bandiera)              | C     | Marko Martinović       |
| 27 | Slovenia (bandiera)             | D     | Tibor Gorenc-Stankovič |
| 28 | Slovenia (bandiera)             | A     | Nick Perc              |
| 31 | Slovenia (bandiera)             | C     | Jošt Pišek             |
| 32 | Slovenia (bandiera)             | A     | Gašper Černe           |
| 41 | Slovenia (bandiera)             | P     | Rok Brzan              |
| 42 | Slovenia (bandiera)             | D     | Jošt Urbančič          |
| 84 | Bosnia ed Erzegovina (bandiera) | P     | Ajdin Mulalić          |
| 89 | Slovenia (bandiera)             | A     | Slobodan Vuk           |
| 90 | Macedonia del Nord (bandiera)   | C     | Zeni Husmani           |